# Prognatismo mandibular

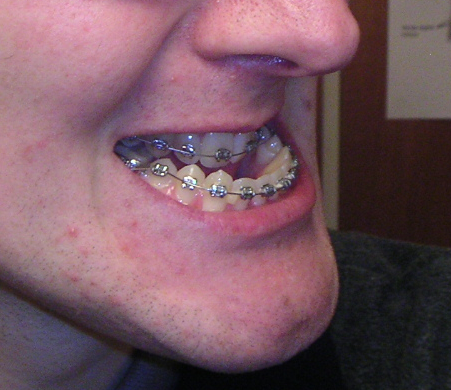

O prognatismo mandibular, mandíbula de Habsburgo, mandíbula de Áustria, maxilar de Habsburgo, maxilar de Áustria, lábio de Habsburgo ou lábio de Áustria é uma desordem genética desfigurativa, que se caracteriza pela existência de uma mandíbula inferior extremamente pronunciada, deixando como tal o lábio inferior significativamente afastado do superior (e por conseguinte, o lábio respectivo).
Costuma-se referir a esta condição, em termos informais, como mandíbula de Habsburgo, mandíbula de Áustria, maxilar de Habsburgo, maxilar de Áustria, lábio de Habsburgo ou lábio de Áustria, devido à prevalência desta manifestação nessa família real europeia, através da endogamia, isto é, dos casamentos interconsanguíneos realizados. Através das pinturas dos vários soberanos dessa casa, é facilmente visível essa deformidade, cada vez mais pronunciada à medida que se avança no tempo, e que alcança o seu extremo, por exemplo, com os imperadores alemães Fernando II, Fernando III e Leopoldo I, ou com o rei de Espanha Carlos II. Mesmo Pedro II do Brasil, descendente direto dos Habsburgo por parte materna e indireto por parte paterna, apresentava uma variação mais branda dessa deformidade, como se nota em seus retratos de juventude (o que talvez explicasse o uso da barba longa desde cedo). Estas pinturas têm fornecido imensas ferramentas aos estudiosos da genética, pois demonstram bem a capacidade de transmissão extrema de uma patologia.
Julga-se que este mal tenha derivado de uma princesa polaca da família dos Piastos, Cimburga de Masóvia. Contudo, a mais antiga observação deste mal num Habsburgo data do imperador Maximiliano I de Habsburgo, que governou entre 1459 e 1519
Doenças como esta (a par de certas formas de melancolia e loucura) foram relativamente comuns em várias casas reais, passando de geração em geração geralmente devido a exageradas relações endogâmicas, isto é, de consanguinidade muito próxima. Muitas vezes por motivos políticos, os casamentos dinásticos dos Habsburgos eram arranjados entre primos muito próximos, ou tios e sobrinhos - donde resultou esta condição, quase sem paralelo noutra casa europeia, pois os Habsburgos eram a casa com mais casamentos interconsanguíneos ao longo dos séculos XVI e XVII; a partir do século XVIII, tornou-se gradualmente menos evidente.
Esta situação foi tão longe no caso dos Habsburgos espanhóis que Carlos II de Espanha foi o único filho de Filipe IV a chegar à idade adulta, mesmo assim com grande número de mazelas físicas e mentais, com o mais pronunciado de todos os lábios de Habsburgo e, aparentemente devido a essa doença degenerativa, acabou também estéril, não gerando filhos e, como tal, ditando o fim do domínio dos Habsburgos na Espanha, sendo substituídos pelos Bourbon.

## Membros da Realeza dos Habsburgos que sofreram desta degenerescência
- Carlos II de Espanha
- Carlos V da Alemanha
- Filipe I de Espanha
- Filipe II de Espanha
- Filipe III de Espanha
- Filipe IV de Espanha
- Fernando II de Habsburgo
- Fernando III de Habsburgo
- Leopoldo I de Habsburgo
- Maximiliano I de Habsburgo

## Galeria de retratos dos vários Habsburgos que sofreram de prognatismo mandibular acentuado, por isso mesmo chamado de mandíbula de Habsburgo

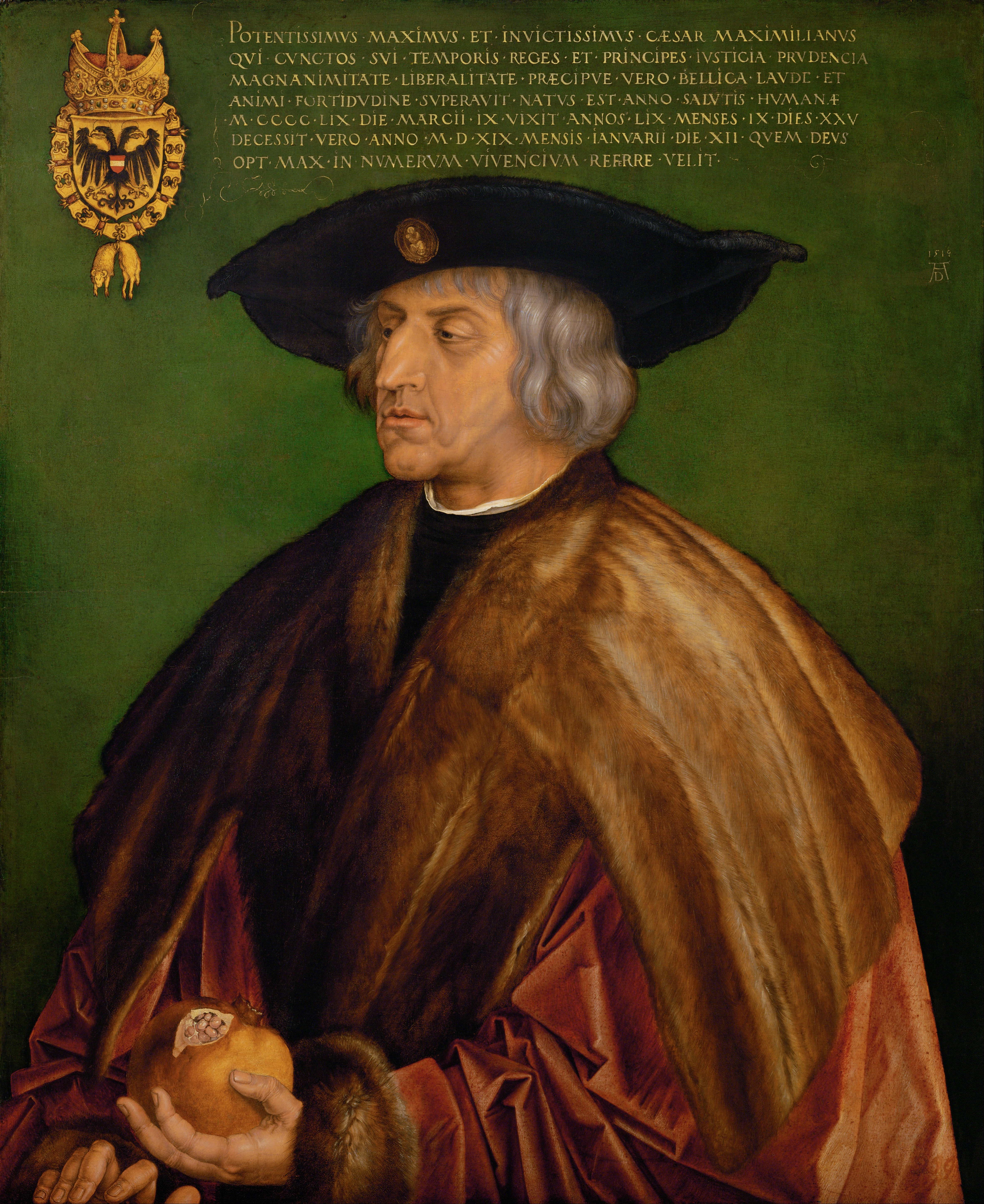
Maximiliano I da Alemanha. Pintura de Albrecht Dürer
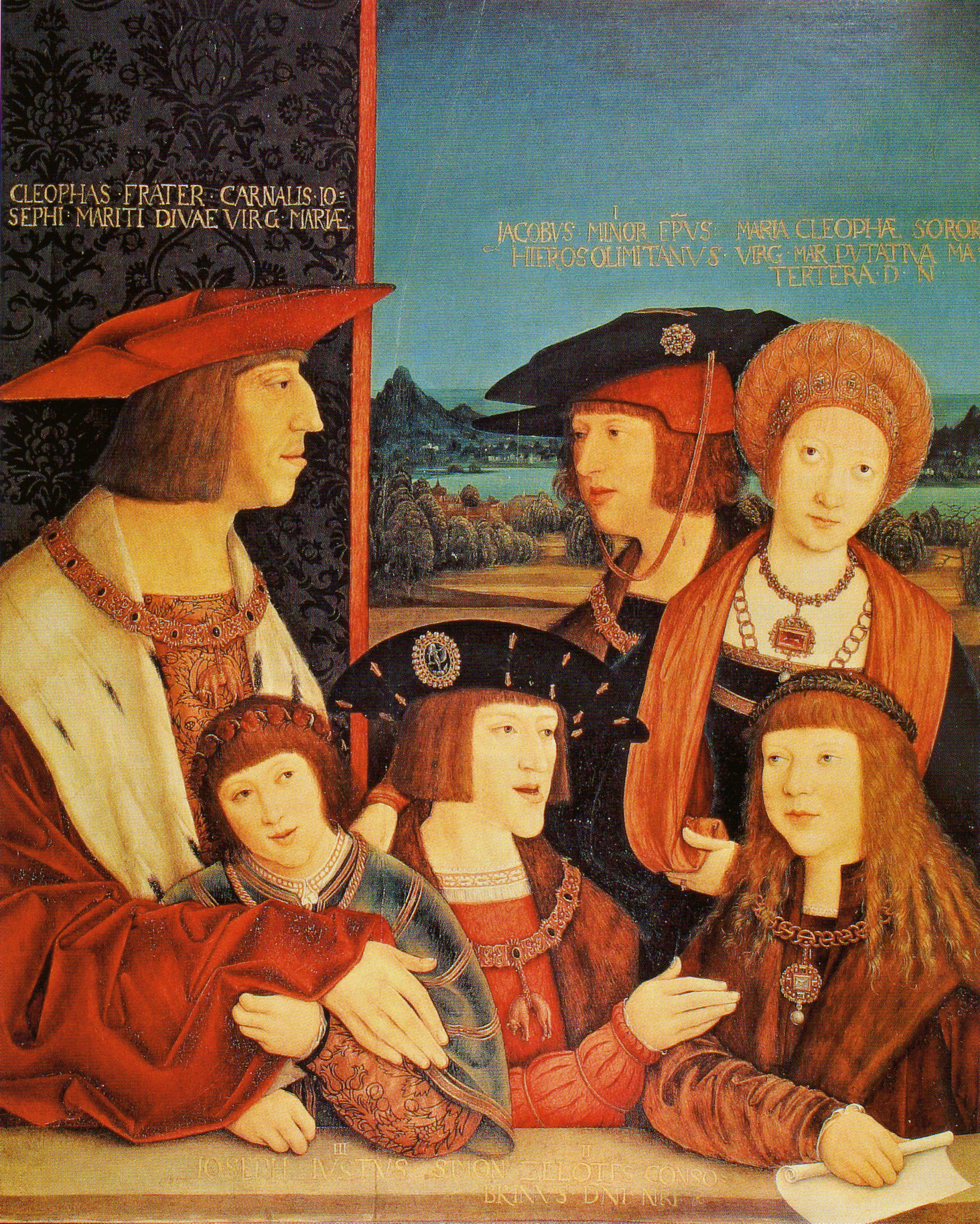
Maximiliano I (à esquerda) com a sua família; ao seu lado, o filho Filipe I de Espanha; o jovem de sexo masculino em primeiro plano é o futuro Carlos V; nos três, é visível a anormal protuberância maxilar que caracterizaria a família.
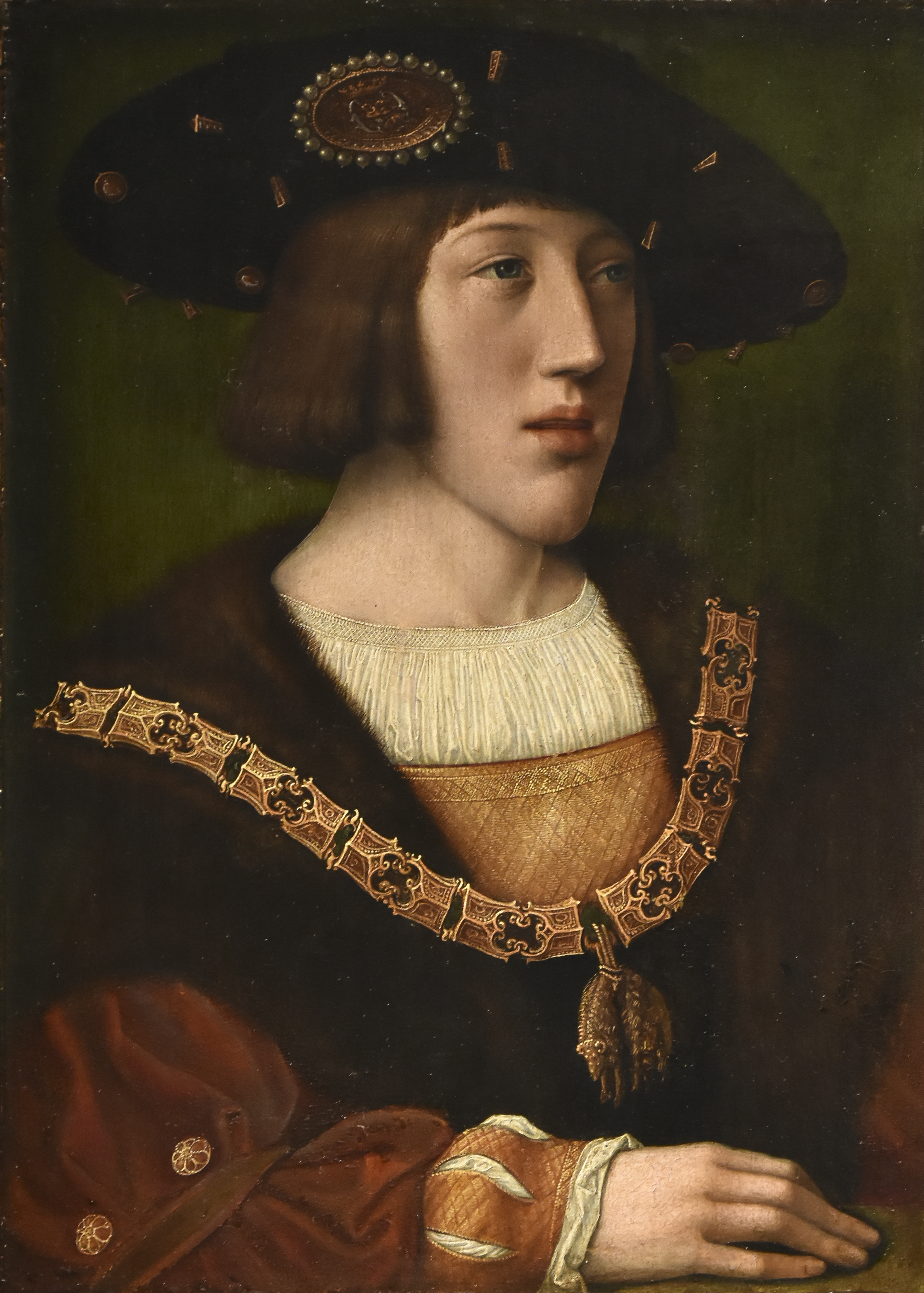
Carlos de Habsburgo, o imperador Carlos V da Alemanha e rei Carlos I da Espanha, ainda jovem
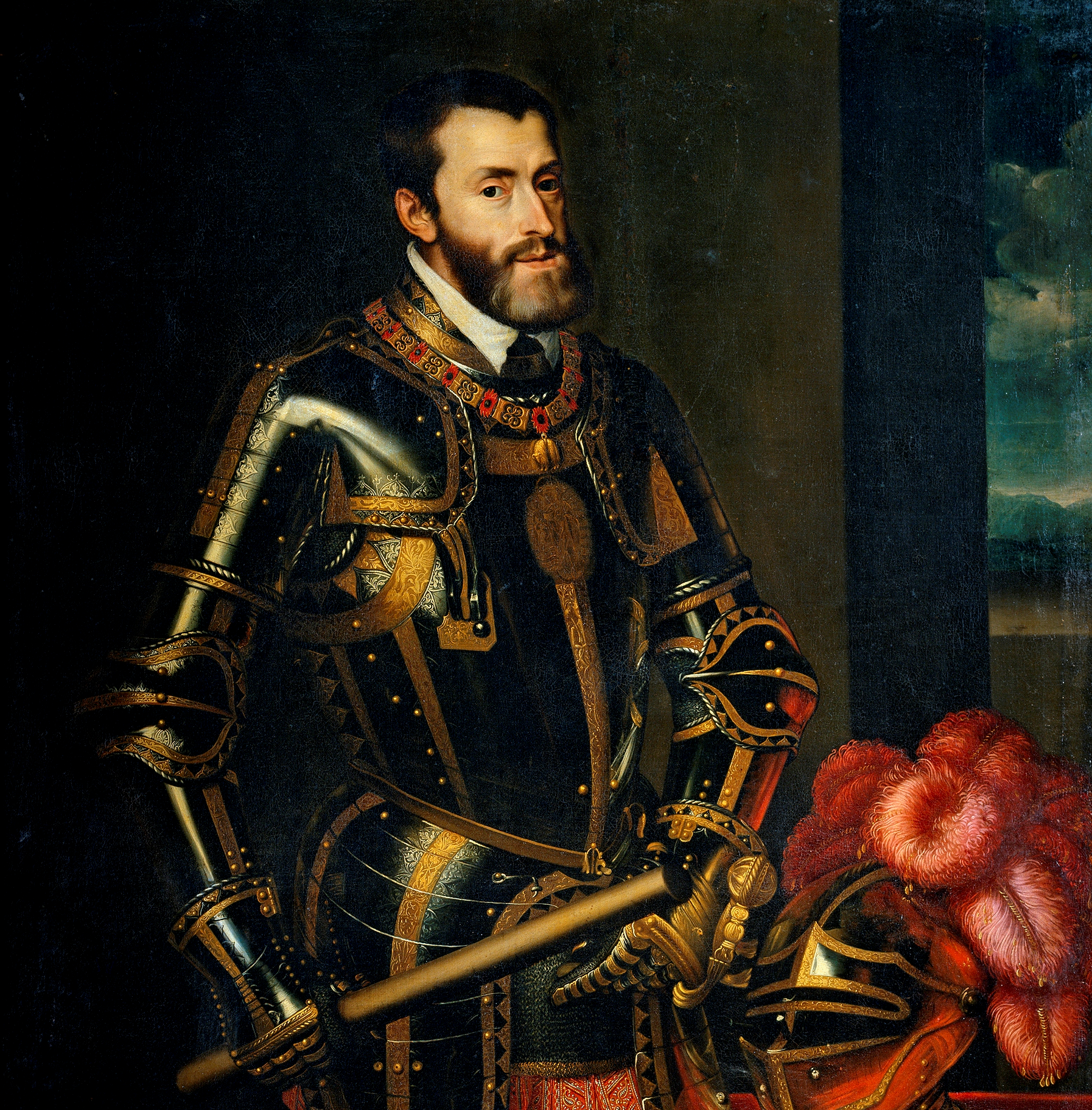
Carlos V. Pintura de Rubens, cópia de um quadro de Ticiano
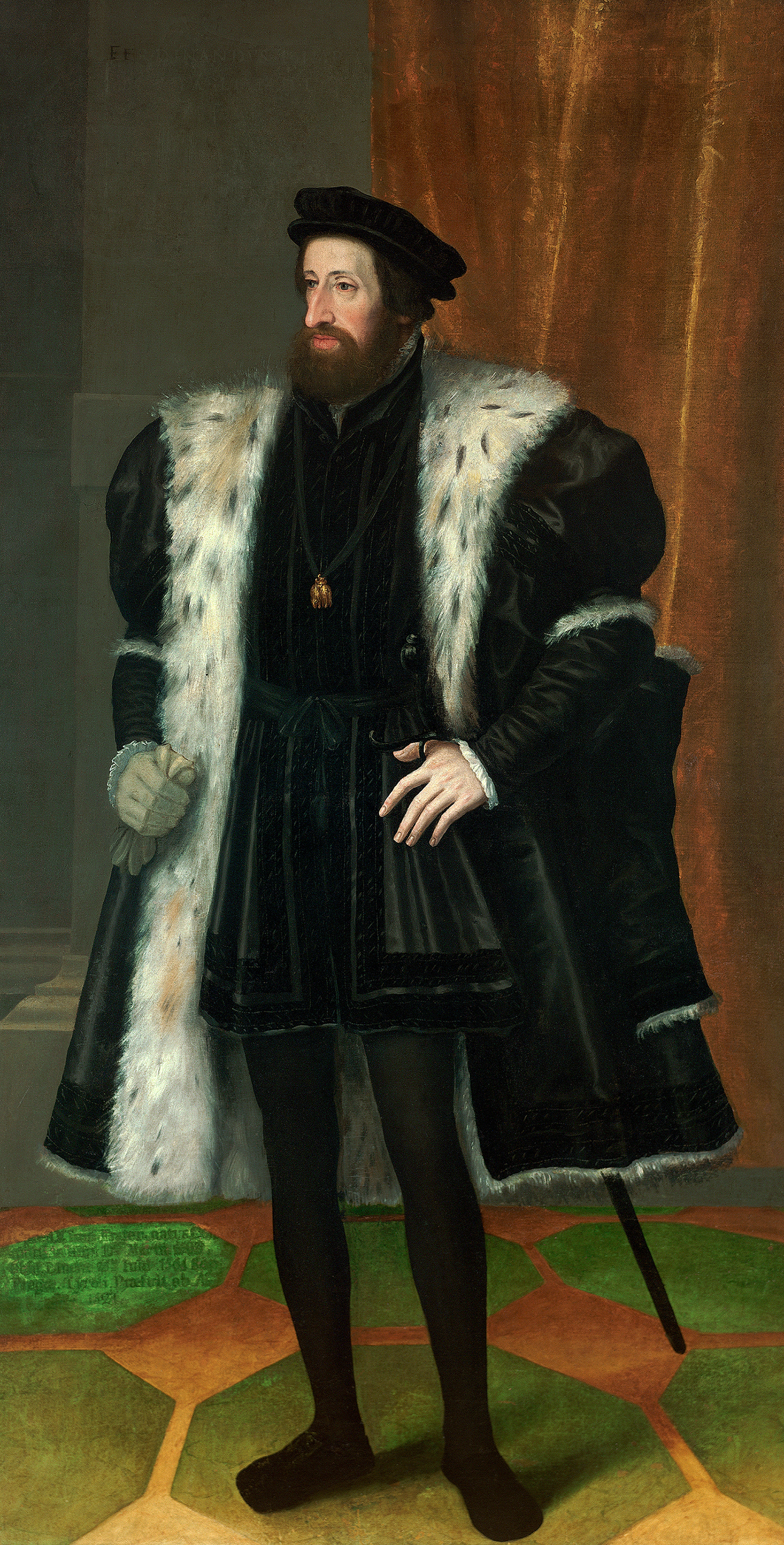
Fernando I de Habsburgo, imperador da Alemanha, irmão de Carlos V
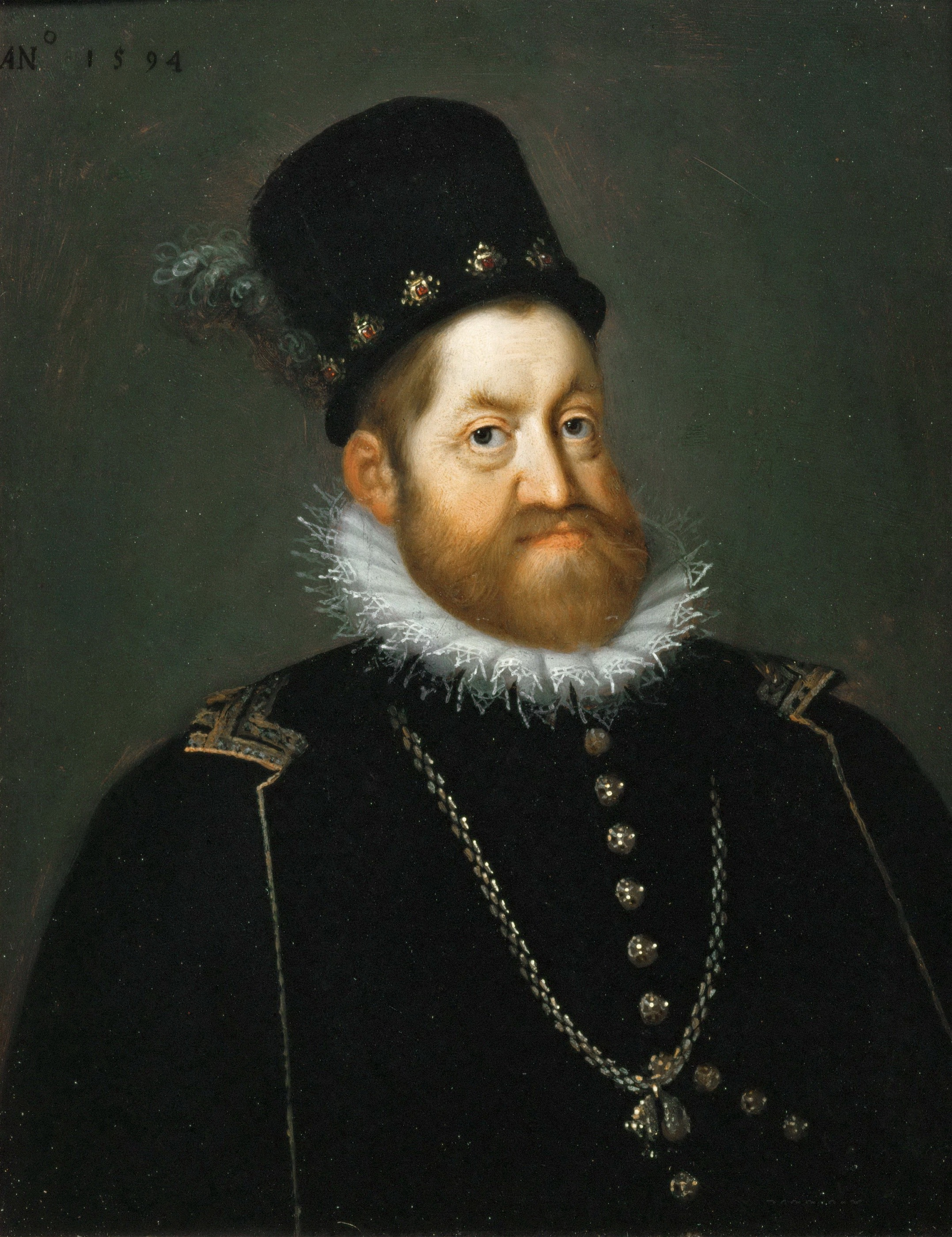
Rudolfo II de Habsburgo, imperador da Alemanha; era neto de Fernando I; a sua mãe era uma filha de Carlos V
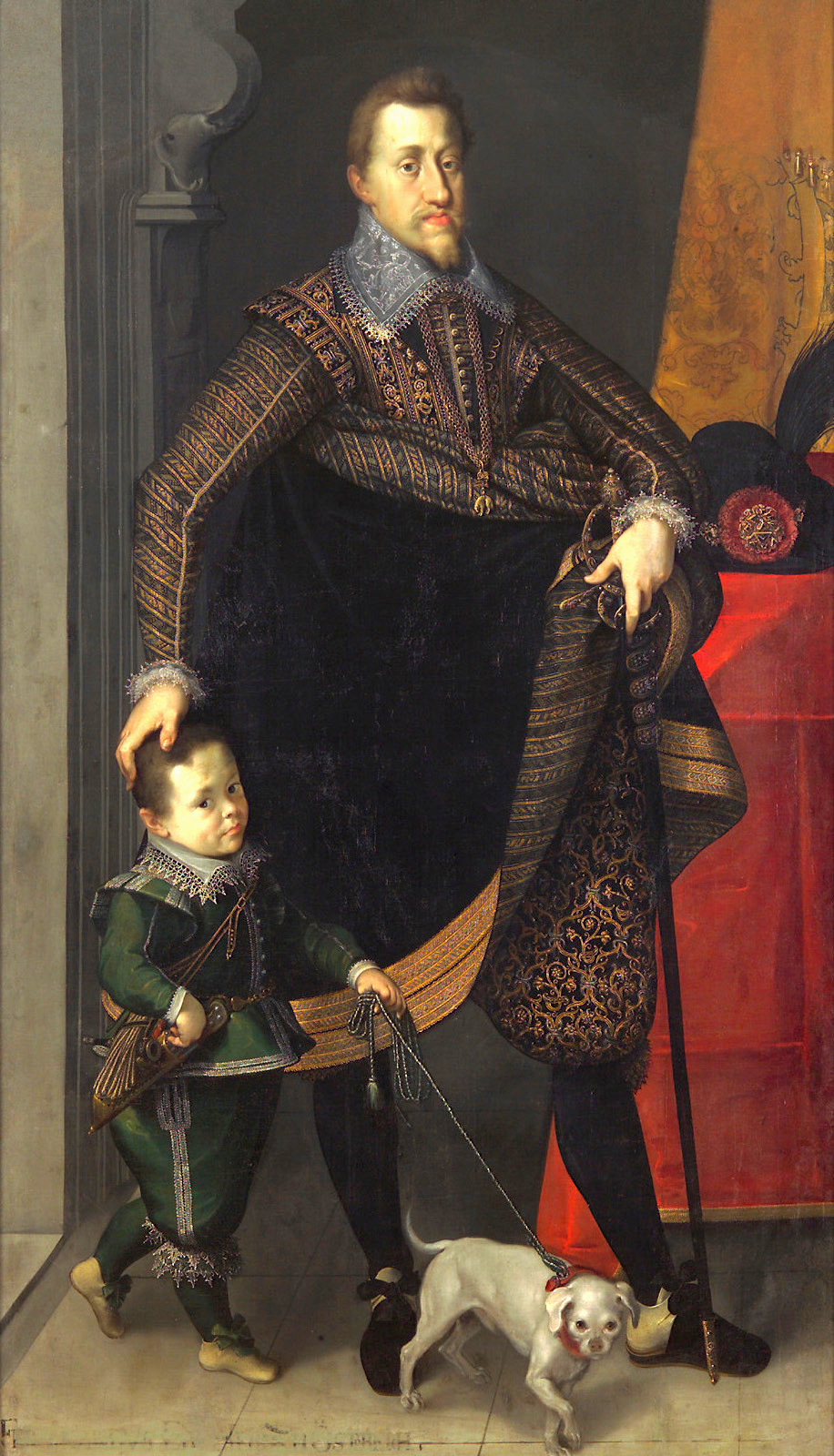
Fernando II de Habsburgo, imperador da Alemanha; era também neto de Fernando I
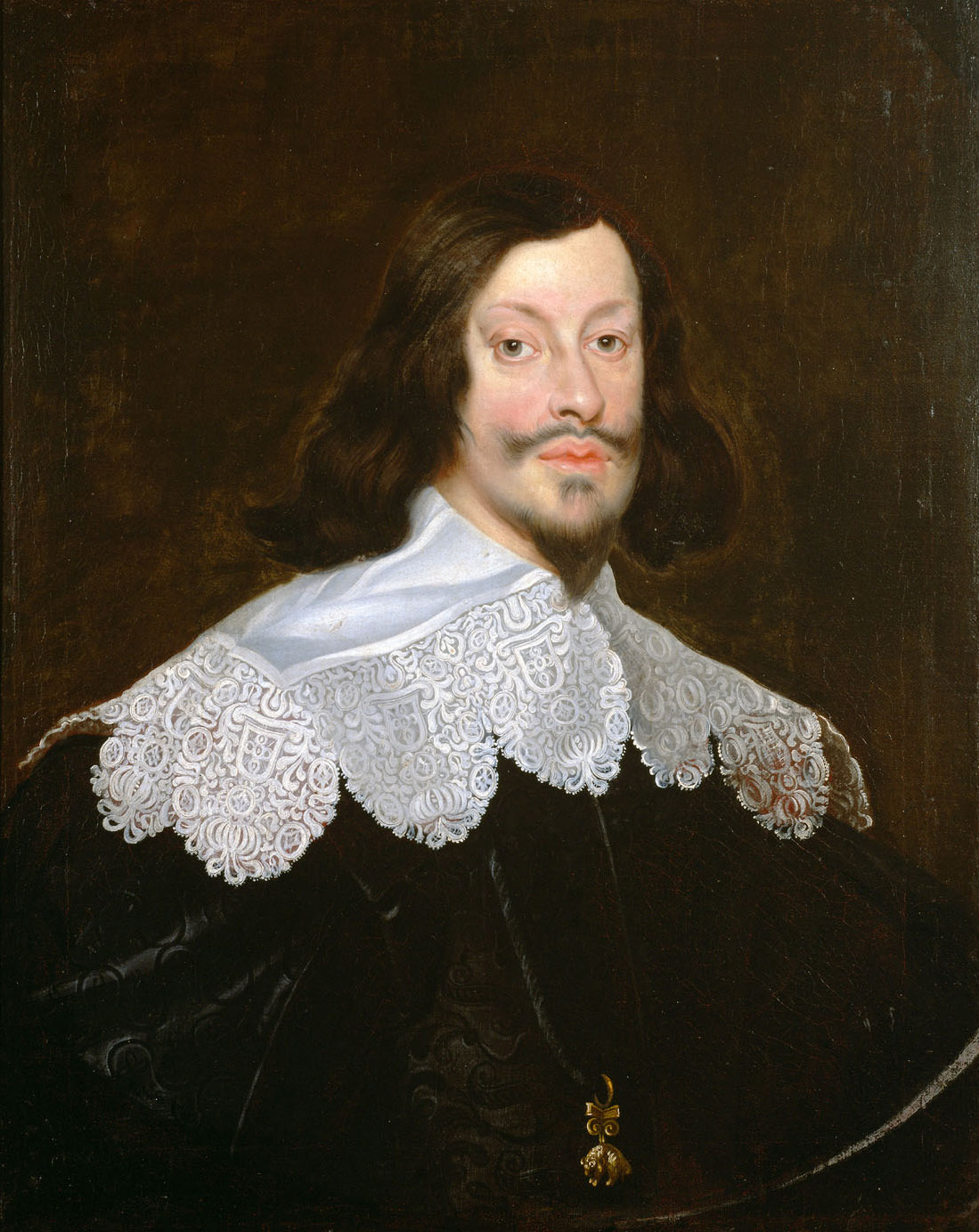
Fernando III de Habsburgo, imperador da Alemanha; filho de Fernando II
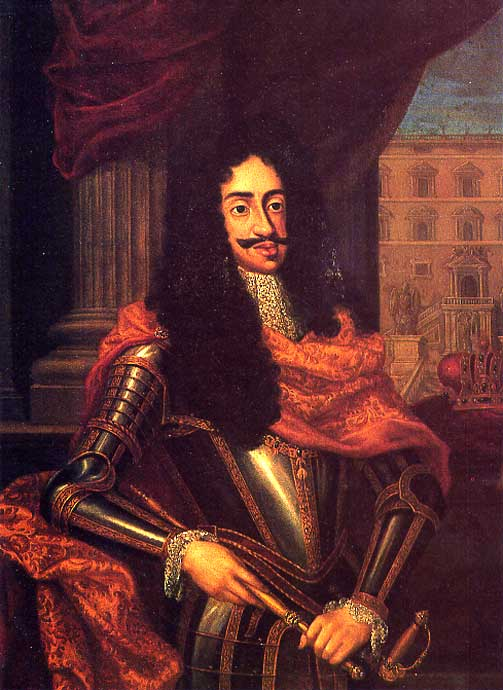
Leopoldo I de Habsburgo, imperador da Alemanha; era filho de Fernando III e de Mariana de Espanha, uma filha de Filipe III, e portanto sua prima afastada
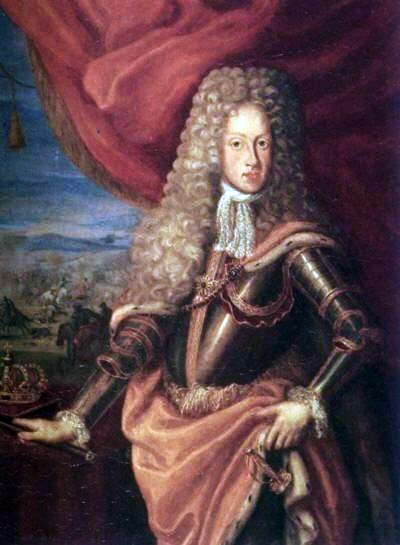
José I de Habsburgo, imperador da Alemanha; era filho de Leopoldo I
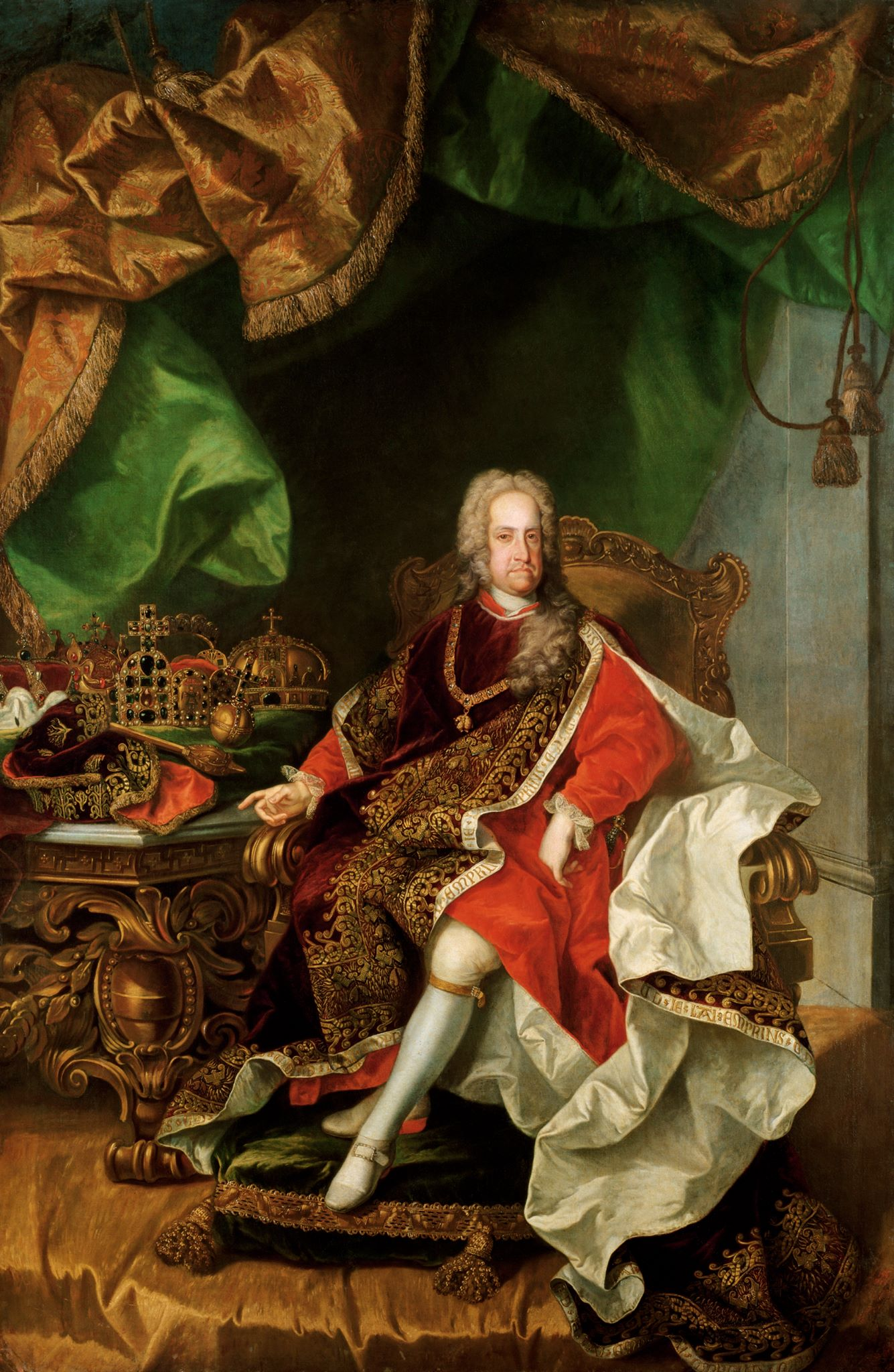
Carlos VI de Habsburgo, imperador da Alemanha; era o segundo filho de Leopoldo I; quando lhe sucedeu a sua filha Maria Teresa, casada com o Duque de Lorena e Grão-Duque da Toscana, Francisco I, cessou a varonia dos Habsburgos, originando-se uma nova casa, a de Habsburgo-Lorena; o filho de ambos, José II de Habsburgo, bem como os seus descentes, já não demonstram o prognatismo do maxiliar tão acentuado
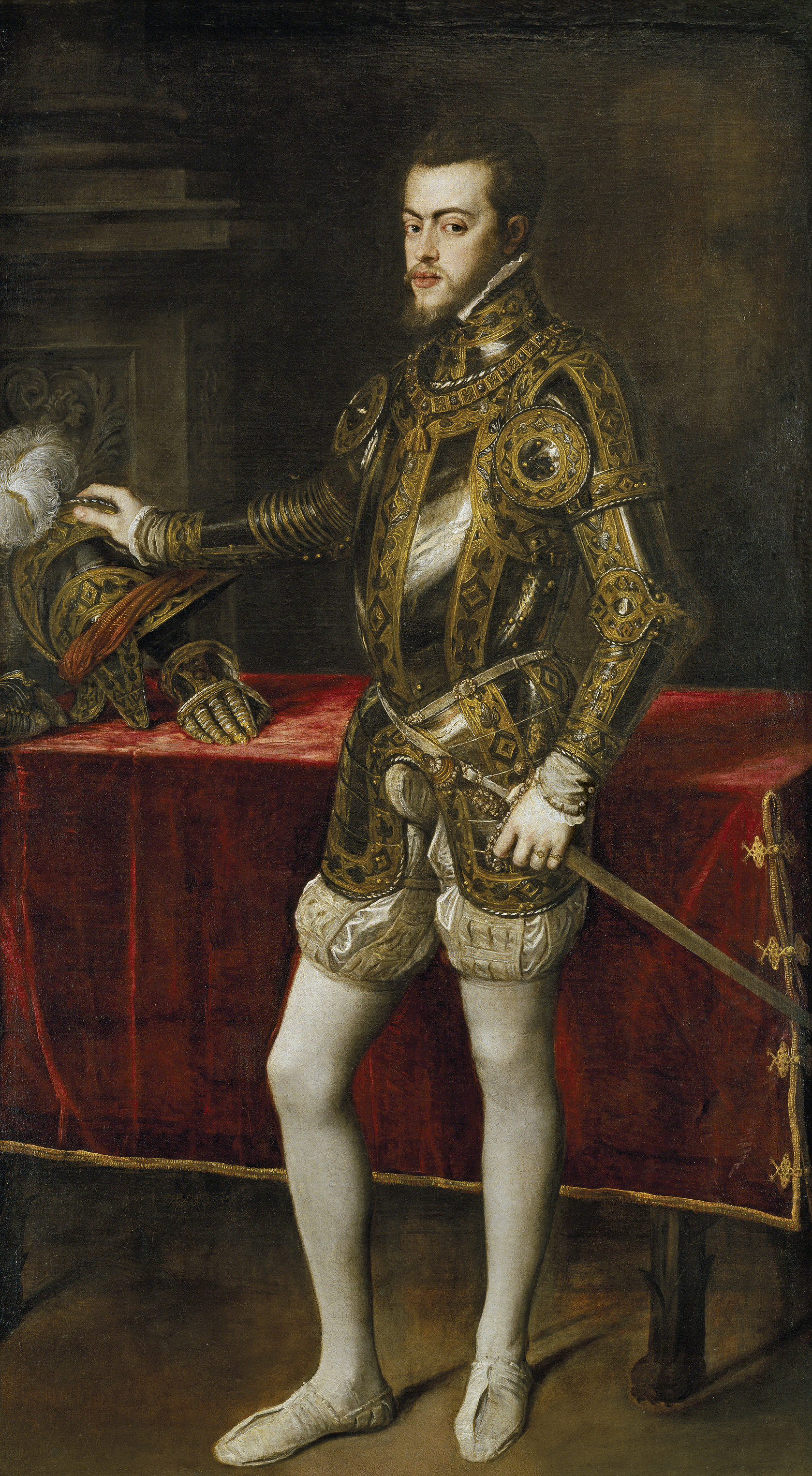
Filipe II de Espanha e I de Portugal. Pintura de Ticiano.
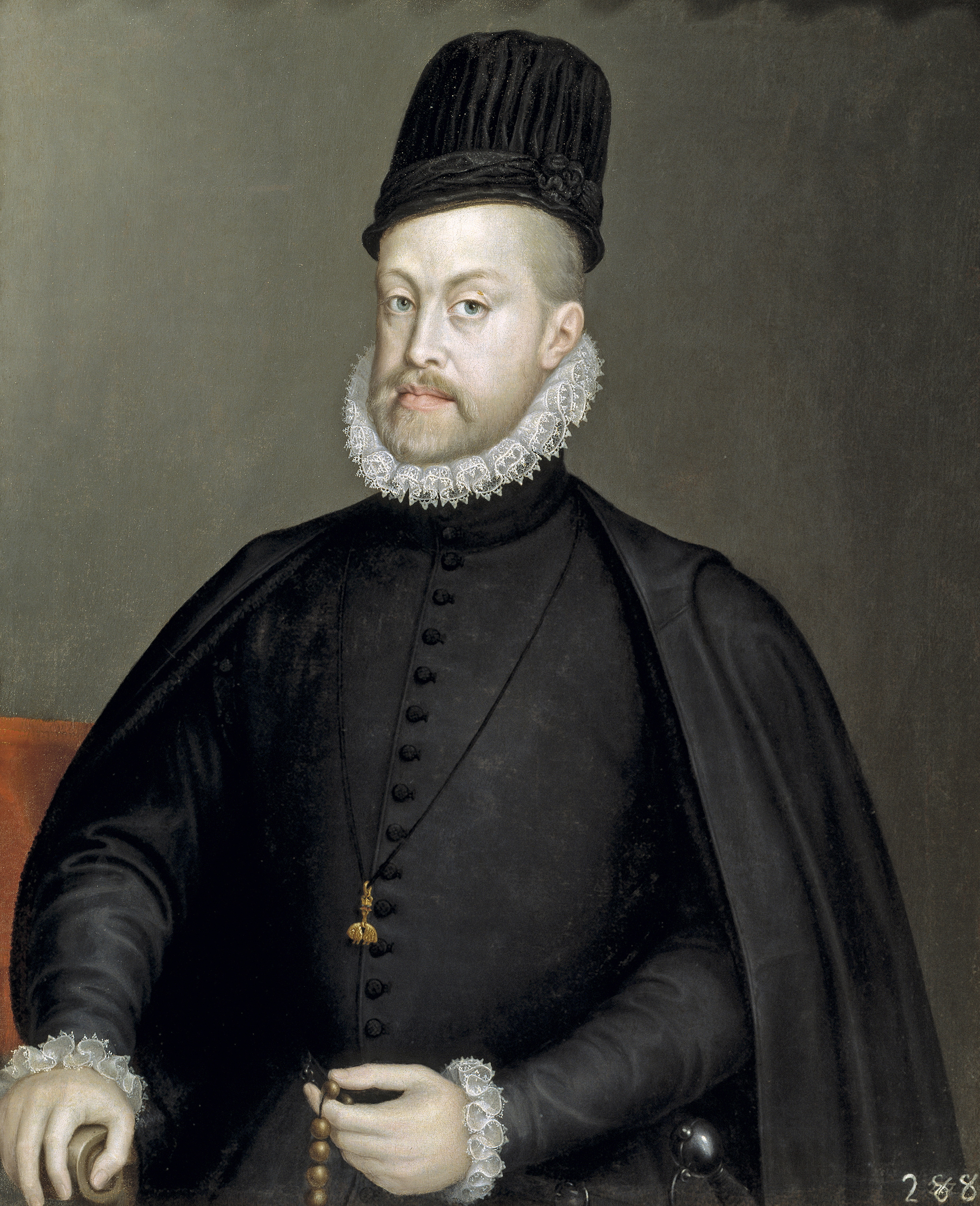
Filipe II de Espanha e I de Portugal
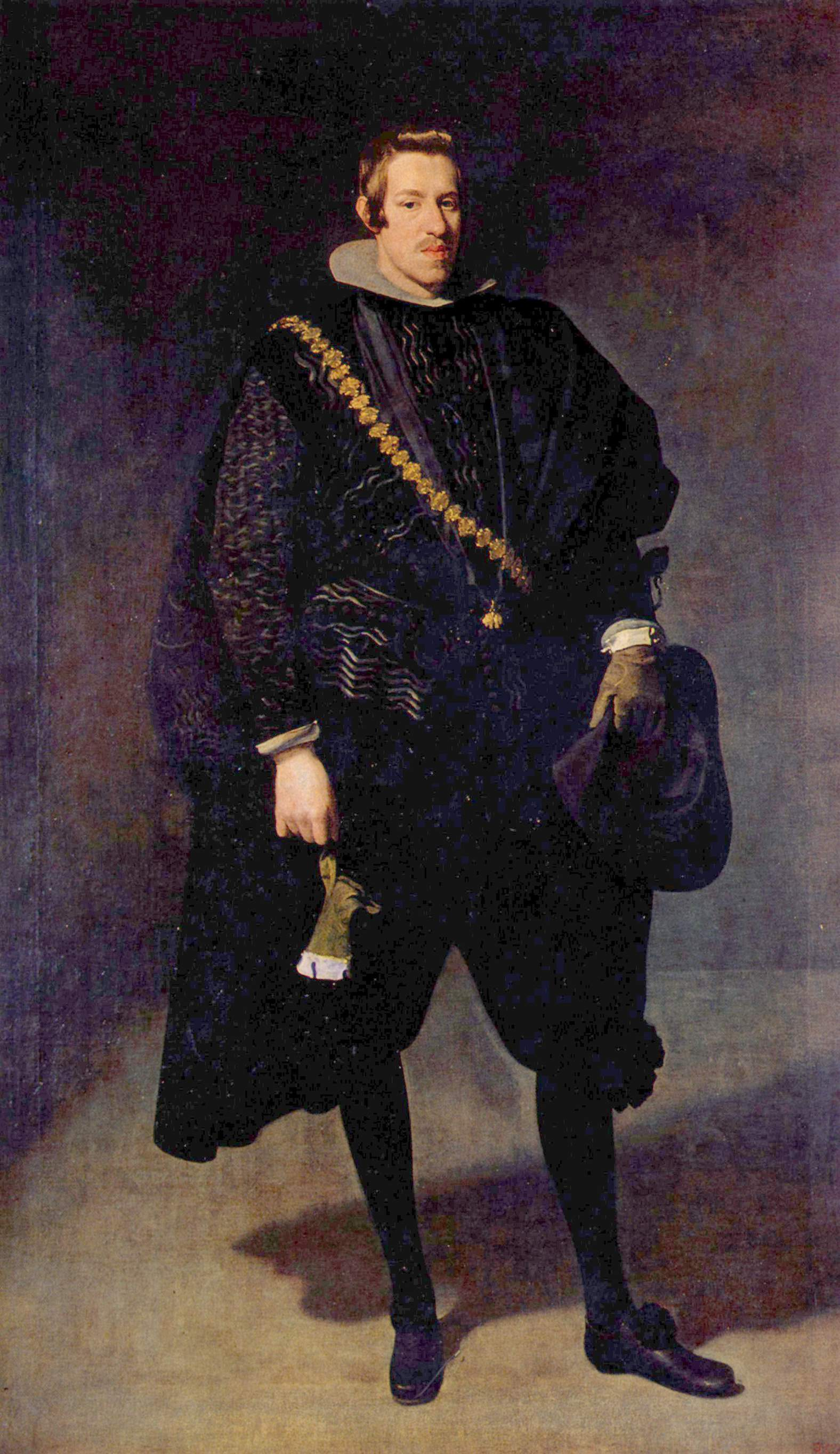
O Infante Don Carlos, filho de Filipe II. Pintura de Velázquez
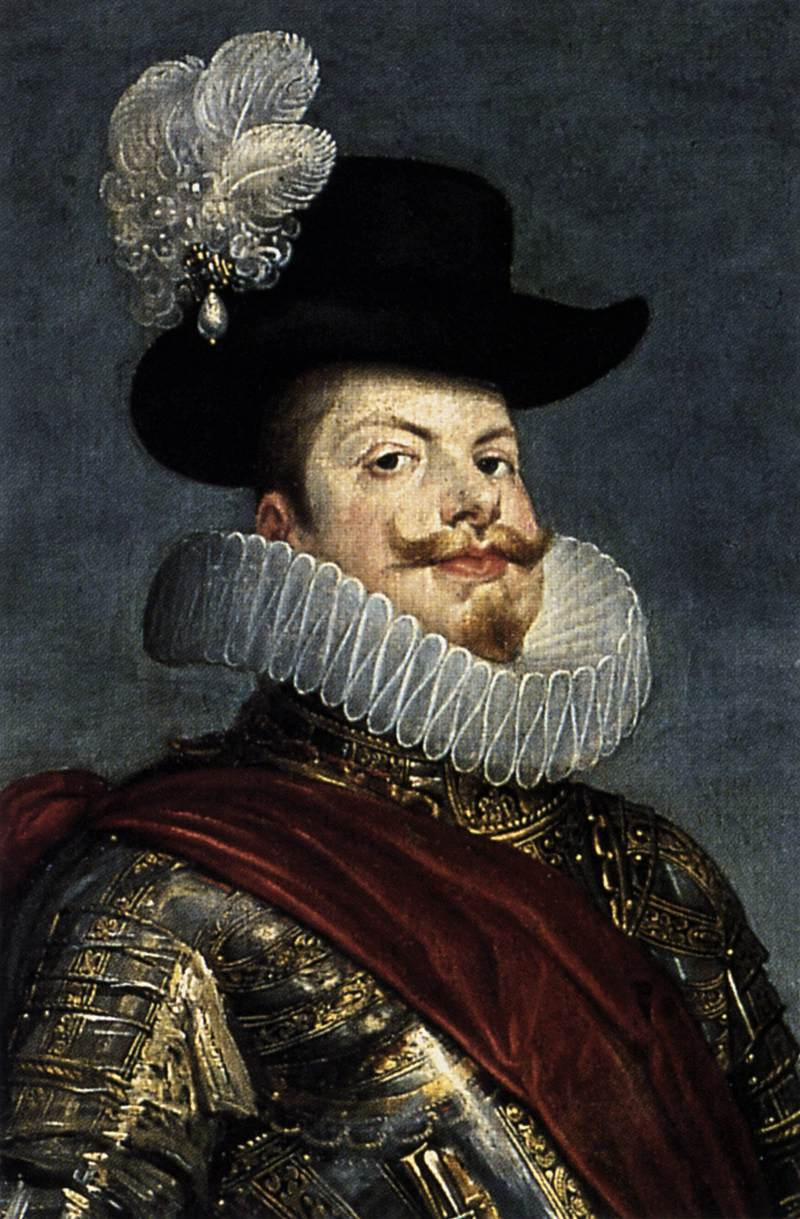
Filipe III de Espanha e II de Portugal
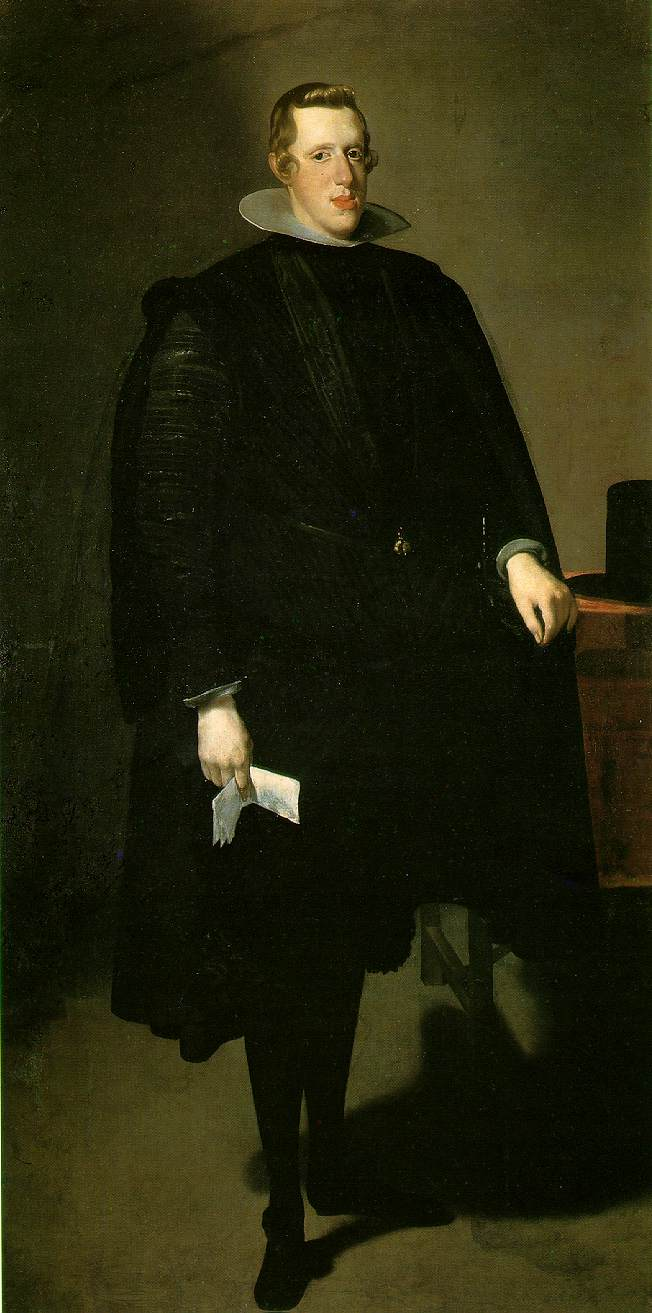
Filipe IV de Espanha e III de Portugal. Pintura de Velázquez
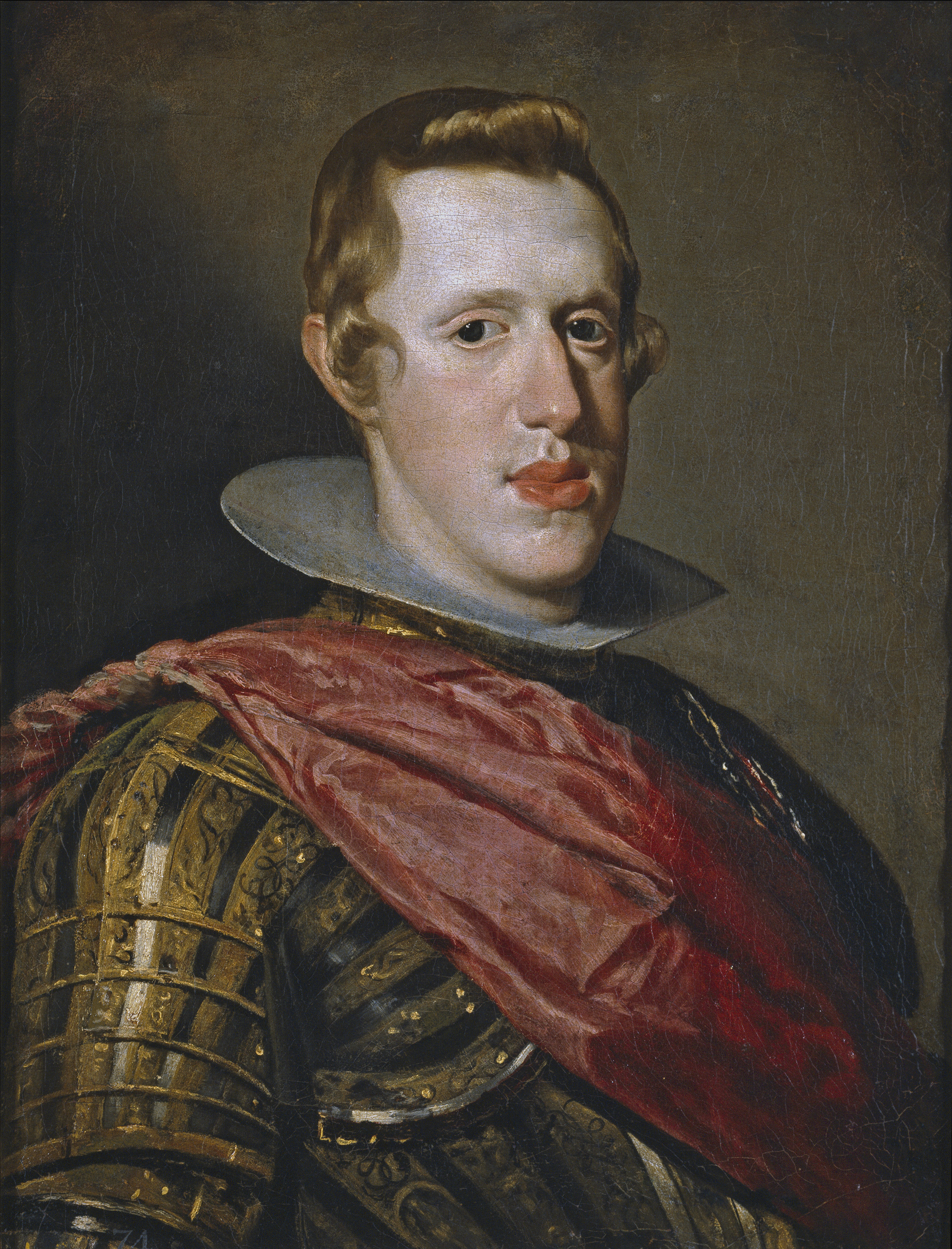
Filipe IV de Espanha e III de Portugal. Pintura de Velázquez, c. 1628
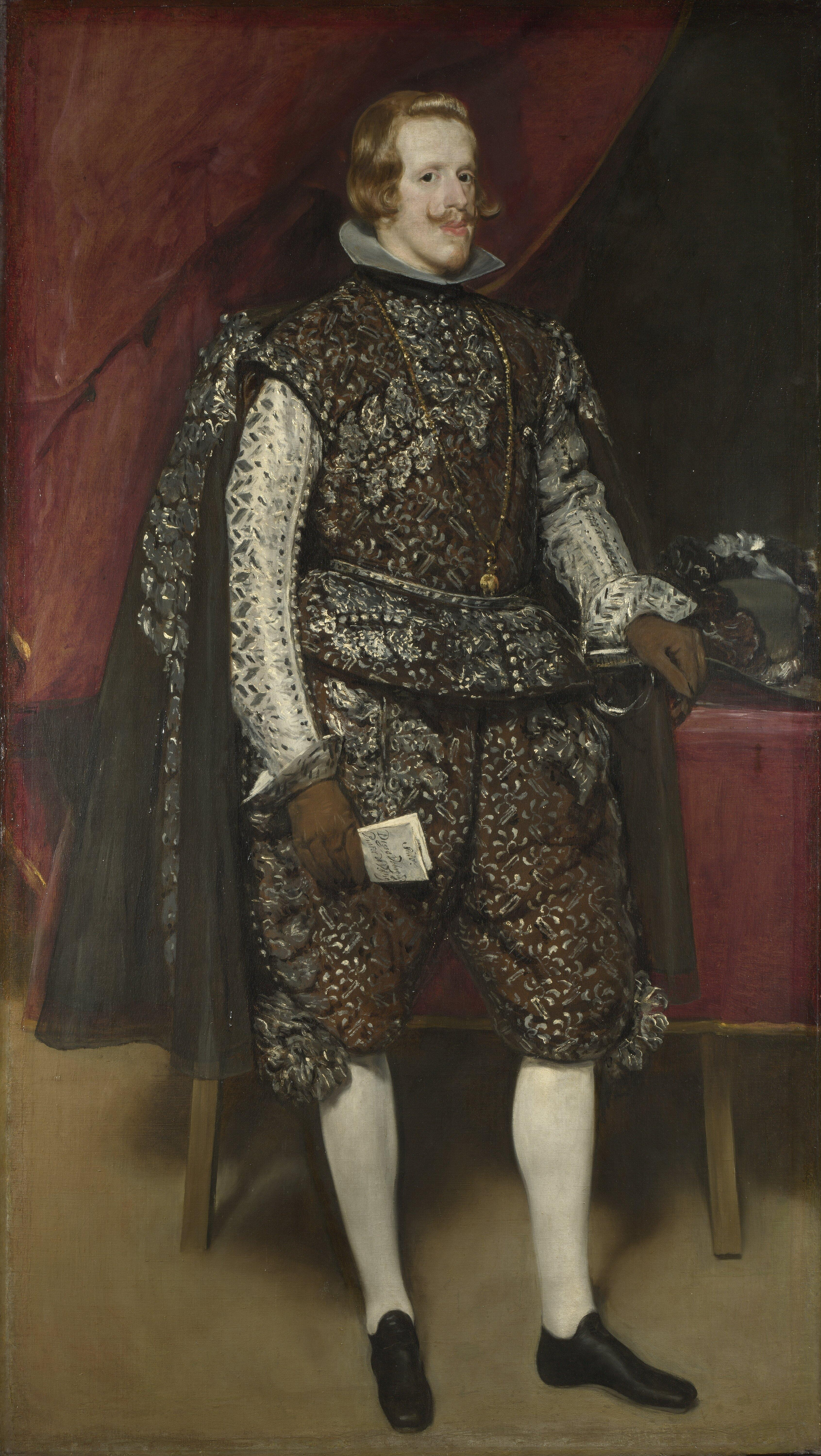
Filipe IV de Espanha e III de Portugal. Pintura de Velázquez, c. 1631-1632
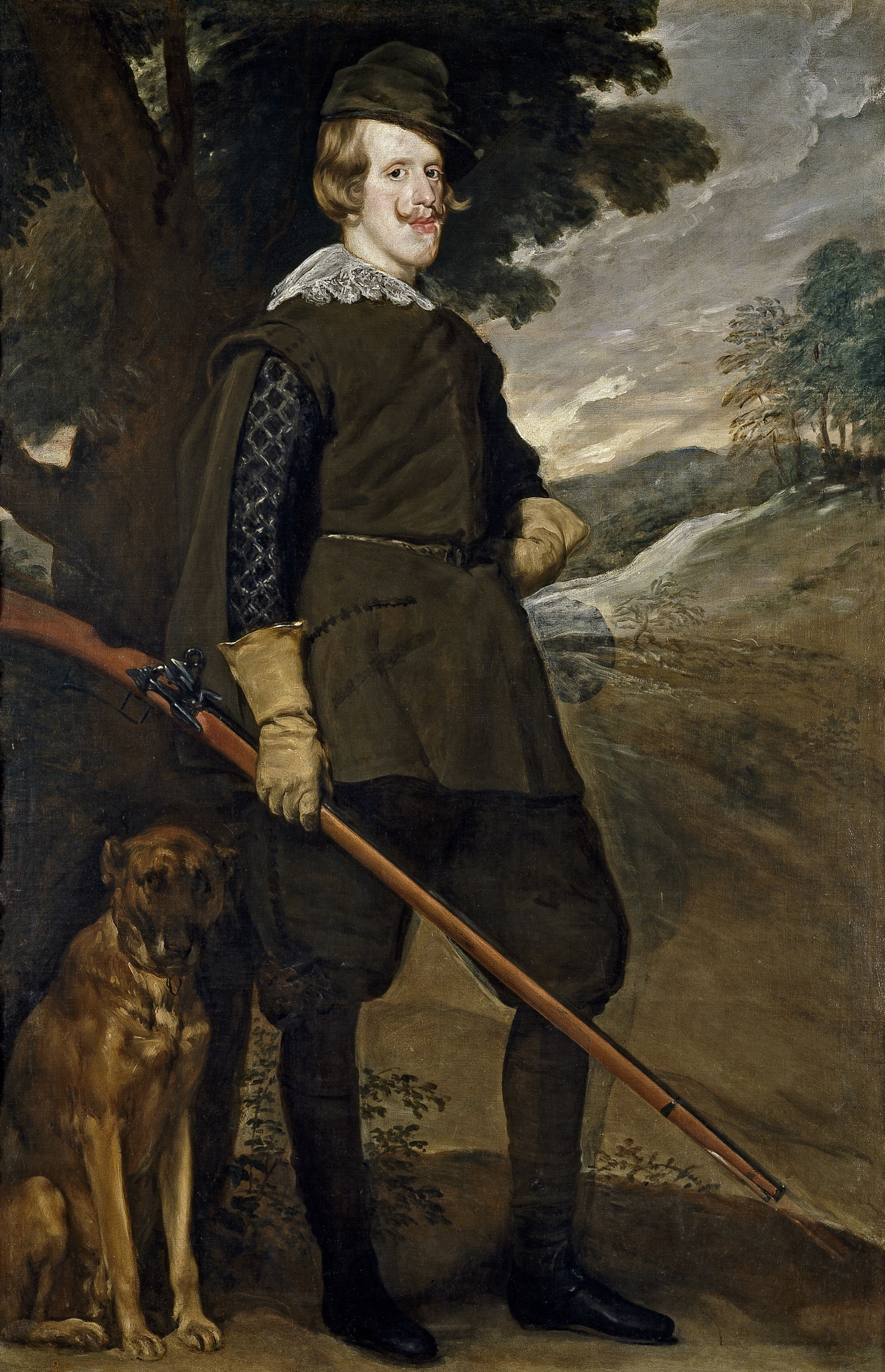
Filipe IV de Espanha e III de Portugal. Pintura de Velázquez, 1632-1633
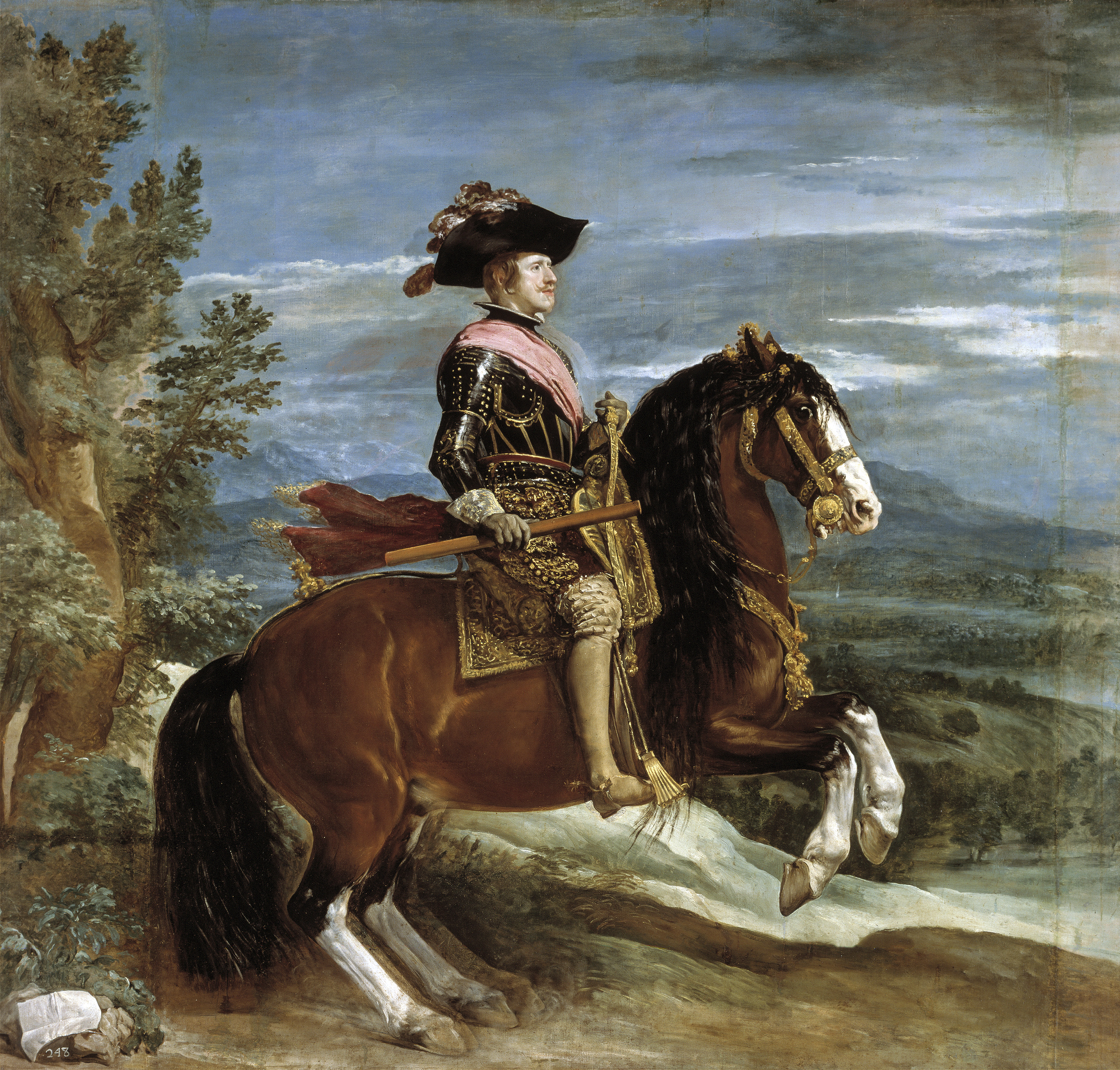
Filipe IV de Espanha e III de Portugal. Pintura de Velázquez, c. 1634-1635
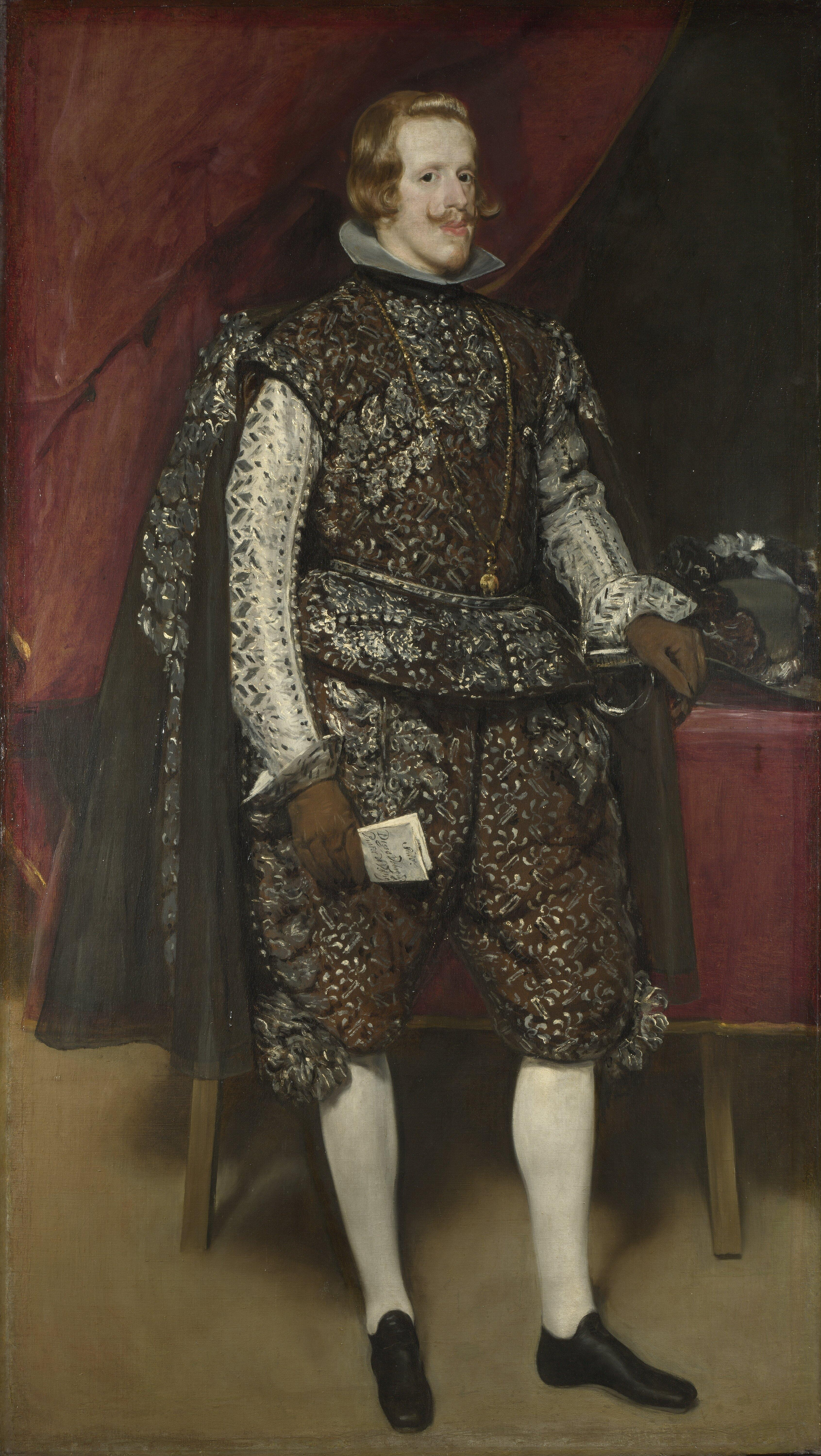
Filipe IV de Espanha e III de Portugal. Pintura de Velázquez, 1652-1655
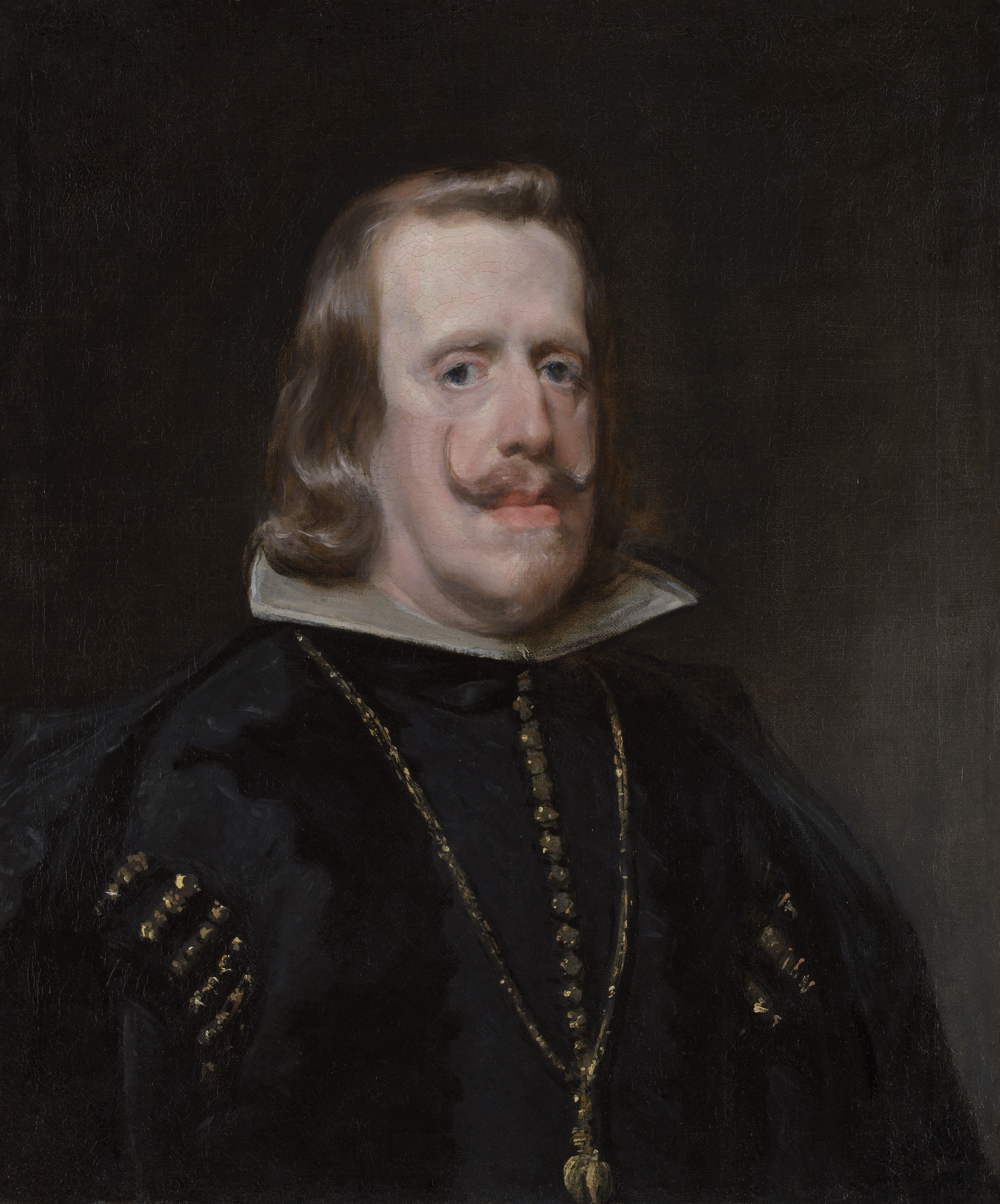
Filipe IV de Espanha e III de Portugal no fim da vida; o prognatismo do maxilar inferior é cada vez mais notório.
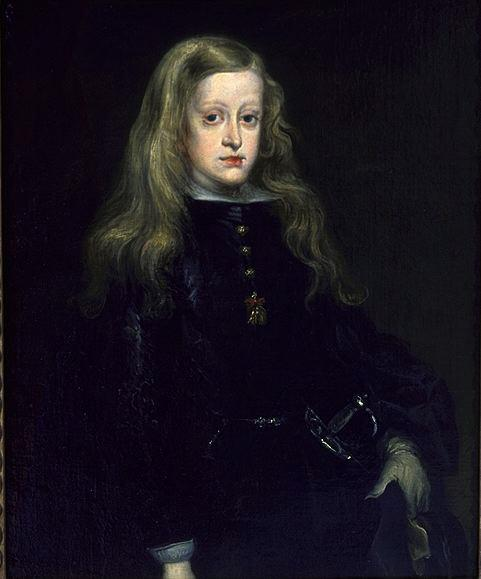
Carlos II de Espanha enquanto jovem. É notória já a sua feição desfigurada, com o célebre maxilar de Habsburgo
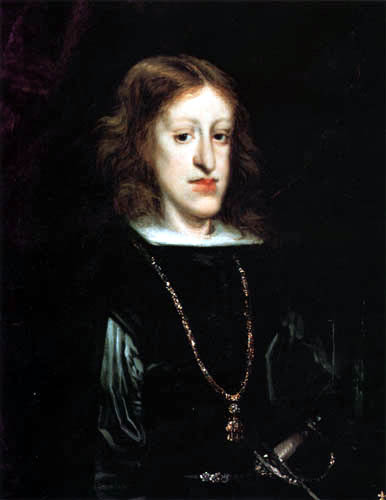
Carlos II de Espanha.
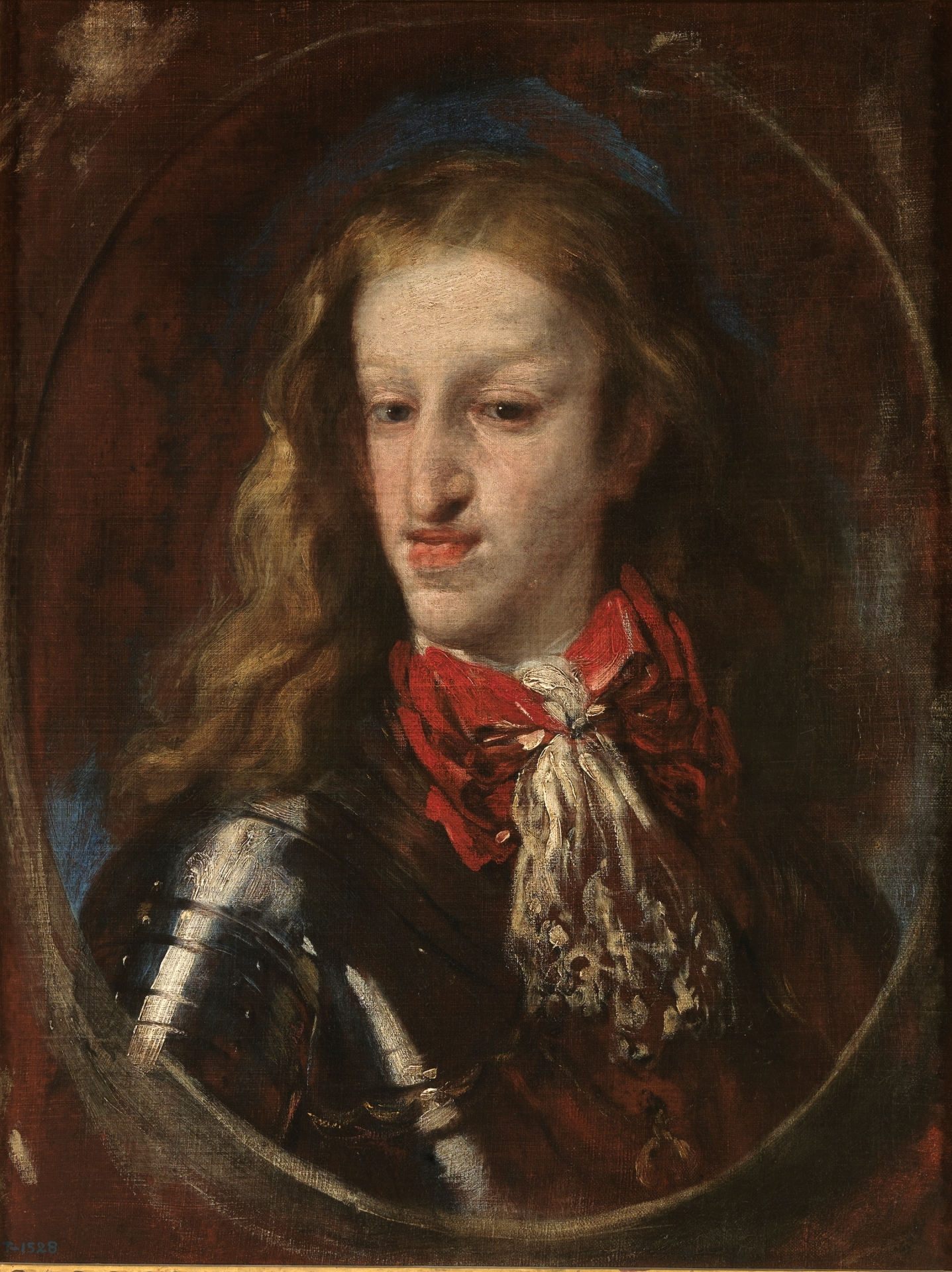
Carlos II de Espanha já rei. Com o avançar dos anos, acentuou-se o prognatismo mandibular que caracterizou a sua família devido aos casamentos consanguíneos, e que entre outros efeitos adversos haveria de ditar a sua morte sem descendentes, por causar também, entre outras afecções, impotência. Consigo, chegou, ao fim, a dinastia dos Habsburgos na Espanha, sendo substituídos pelos Bourbons.